# 夏緑林

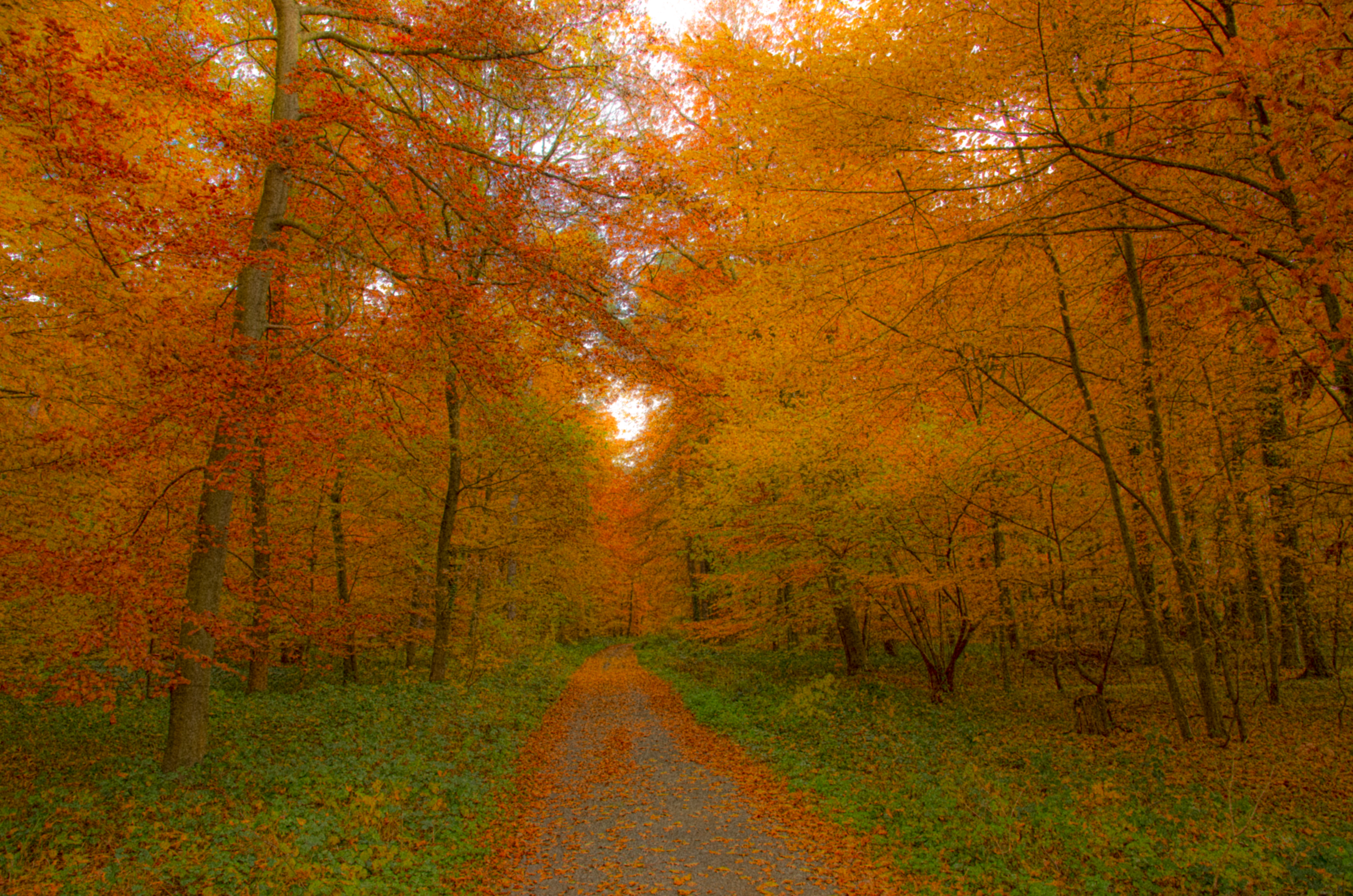
紅葉で色づく夏緑樹林

夏緑林（かりょくりん）または夏緑樹林（かりょくじゅりん）とは、温暖な夏に緑葉をつけて活動し，寒冷な冬に落葉する樹種が中心となる森林である。落葉広葉樹林の一種。主要構成樹種はクリ、ケヤキ、ブナ、ミズナラ、カエデなどである。この森林帯の北には針葉樹林が、南には照葉樹林が分布する。

## 分布域
ヨーロッパで北緯40～60度、北アメリカとアジアで北緯30～50度の地域に発達する。日本では中部地方などでは標高600～1700m、北海道では平地に分布する。

## 参考
- 夏緑樹林
- 夏緑林